# Système de transport intelligent
 (juillet 2021).
Si vous disposez d'ouvrages ou d'articles de référence ou si vous connaissez des sites web de qualité traitant du thème abordé ici, merci de compléter l'article en donnant les références utiles à sa vérifiabilité et en les liant à la section « Notes et références ».
Pour les articles homonymes, voir STI et ITS.
Les systèmes de transport intelligents (STI) (en anglais : intelligent transportation systems - ITS) sont les applications des nouvelles technologies de l'information et de la communication au domaine des transports et de sa logistique. On les dit « intelligents » parce que leur développement repose sur des fonctions généralement associées à l'intelligence : capacités sensorielles et de choix, mémoire, communication, traitement de l'information et comportement adaptatif.
On trouve les STI dans plusieurs champs d'activité : dans l'optimisation de l'utilisation des infrastructures de transport, dans l'amélioration de la sécurité (notamment de la sécurité routière) et de la sûreté ainsi que dans le développement des services. Le recours aux STI s'intègre aussi dans un contexte de développement durable : ces nouveaux systèmes concourent à la maîtrise de la mobilité en favorisant entre autres l'intermodalité.
Ils font l'objet d'une compétition économique serrée au niveau mondial.

## Contexte
Les systèmes de transport intelligents interviennent dans un contexte mondial de congestion du trafic routier (et parfois ferroviaire, métro ou aérien) d'une part et de développement des nouvelles technologies de l'information d'autre part, en particulier dans les domaines de la simulation, du contrôle en temps-réel et des réseaux de télécommunication.
Le monde de la recherche a commencé à se mobiliser autour des années 1960 pour lutter contre les effets néfastes des congestions. En effet, la congestion globale des infrastructures de transport représente un coût socio-économique important en termes de pollution de l'air, de consommation de carburant ainsi que de temps perdu par les usagers dans les transports. Elle a été en constante augmentation dans le monde, résultat de l'accroissement de l'urbanisation, de la croissance démographique et du nombre d'automobiles qui a permis le phénomène dit de rurbanisation, principalement dans les pays développés. On peut distinguer 4 grandes périodes dans le développement des STI :
- Années 1960-1970 : prémices ;
- Années 1980-1995 : investissement dans l'information routière embarquée ;
- Années 1995-2000 : interopérabilité, billettique et autoroute automatisée ;
- Années 2000-2005 : mobilité durable, multimodalité et sécurité routière.

Dans les pays en développement, les migrations des personnes des habitats ruraux vers les habitats urbains ont progressé assez différemment en comparaison de celles des pays développés. Bon nombre de zones se sont urbanisées sans augmentation significative du parc automobile et sans formation de banlieues. Dans des zones comme Santiago du Chili dotées d'une forte densité de population, recourent à un système multimodal de transport combinant la marche à pied, la bicyclette, la  moto, l'autobus et le train. Seule une frange réduite de la population peut se permettre de posséder une voiture. Les STI peuvent aider à une meilleure organisation de la multimodalité et de l'intermodalité.
D'autres parties du monde en voie de développement, comme la Chine, restent largement rurales mais s'urbanisent et s'industrialisent rapidement. Dans ces zones, les infrastructures routières sont développées en parallèle avec la motorisation de la population. De grandes disparités de ressources impliquent que seule une partie de la population peut se motoriser et c'est pourquoi le système de transport multimodal très dense s'entrecroise avec le système de transport motorisé. Dans ces zones, l'infrastructure urbaine se développe moins rapidement que la demande de mobilité, les systèmes STI apparaissent comme un recours pour maintenir un fonctionnement régulier des réseaux de transport urbain.
De récentes actions gouvernementales dans le domaine des STI — spécifiquement aux États-Unis — sont davantage motivées par le besoin ressenti de sécurité du territoire. Bon nombre de STI se focalisent sur la surveillance des routes. Les STI peuvent aussi jouer un rôle important dans une évacuation de masse rapide des centres d'affaires urbains en cas d'évènements causant un nombre important de victimes comme des catastrophes naturelles ou d'autres menaces. Ainsi, une grande partie des infrastructures et des planifications impliquées par les STI sont à mettre en parallèle avec les besoins en matière de sécurité du territoire.

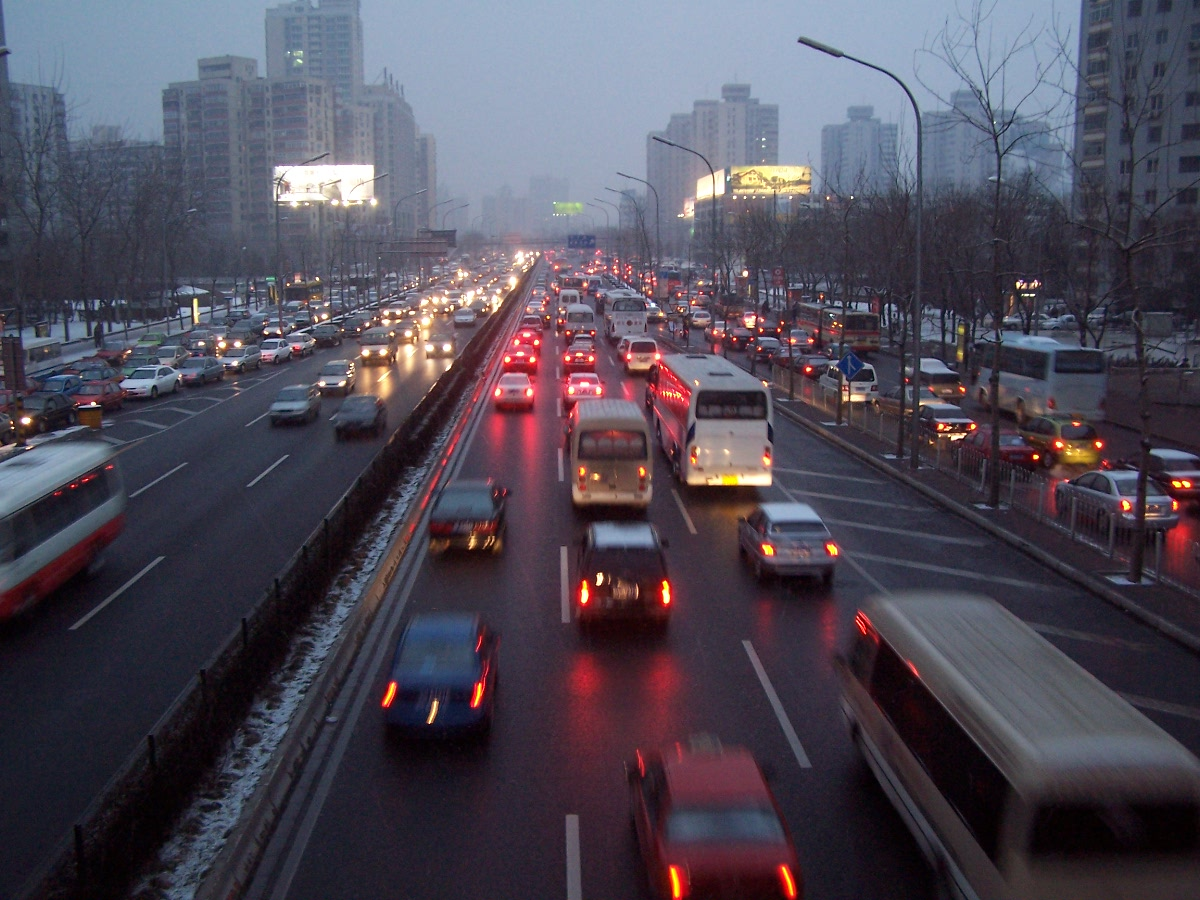
Un embouteillage à Pékin

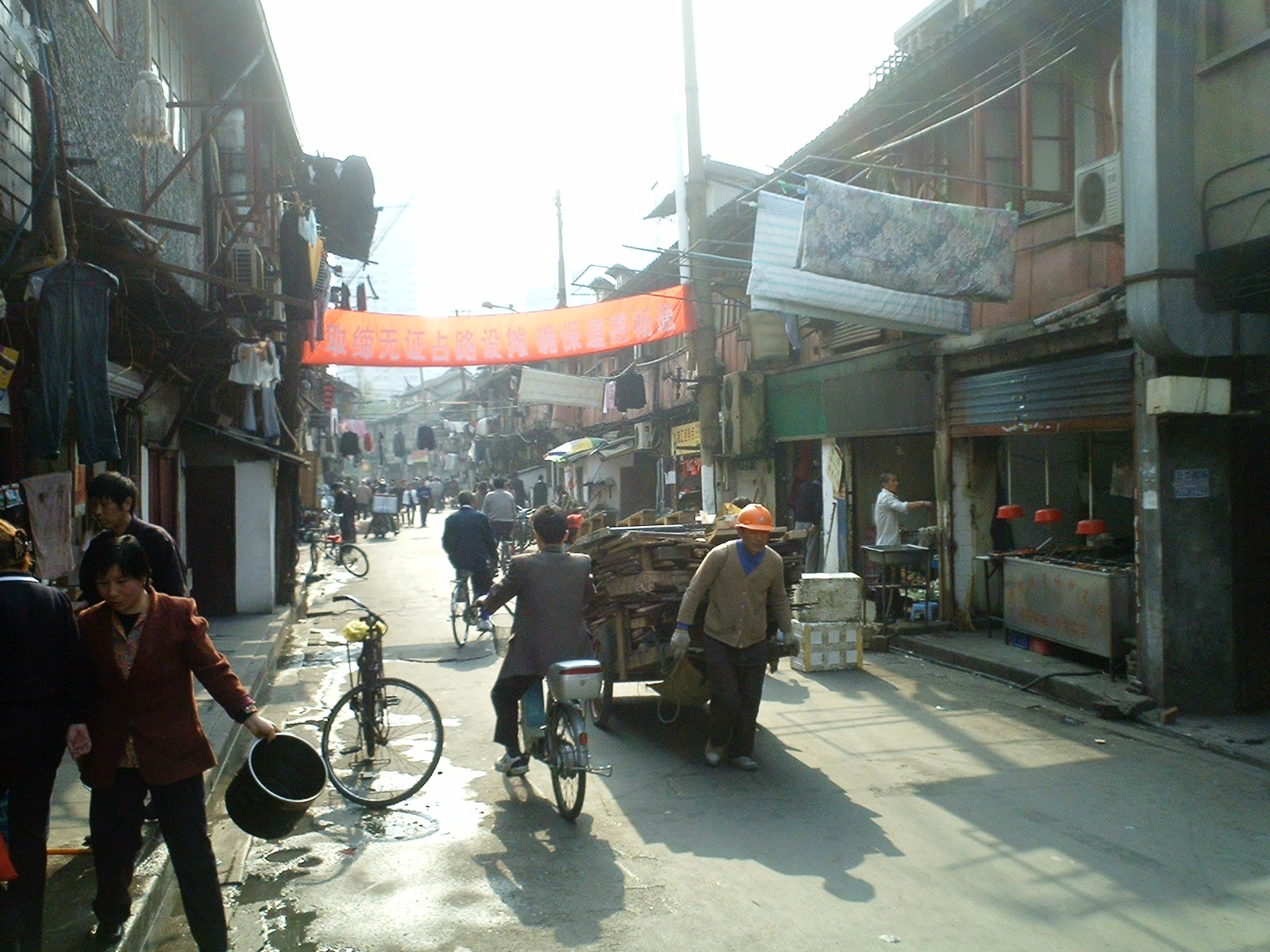
Une rue de Shanghai

## Politique des STI en France
Le Ministère de l’environnement, de l’énergie et de la mer (MEEM) porte la politique française des STI, avec le concours des autres départements ministériels concernés (le Ministère de l’économie pour les aspects industriels, l’innovation et l’économie numérique ; le Ministère de l’intérieur pour les aspects de sécurité routière ; le Ministère de l’éducation nationale, de l’enseignement supérieur et de la recherche pour la recherche ; etc.).  
Au sein du MEEM, la Direction générale des infrastructures et de la mer (DGITM) est dotée de longue date d’une Mission des transports intelligents (MTI) chargée de promouvoir et de coordonner le développement des STI et de concourir au rayonnement à l’international des solutions de transport intelligents portées par l’industrie et les opérateurs français. De plus une Agence pour l’information multimodale et la billettique (AFIMB) a été créée et intégrée à la DGITM en 2011.
La stratégie « Mobilité 2.0 » dévoilée en février 2014 par le Ministre des transports faisait du développement des STI l’un de ses axes essentiels et annonçait un effort de structuration des acteurs de la filière française des STI (au sens large) en vue d’établir des visions stratégiques partagées[réf. nécessaire]. 
Cette action a abouti à la production en octobre 2015 du Livre Vert « Mobilité 3.0 : ensemble pour la mobilité intelligente »,. Sur la base des propositions de ce document, une démarche collective dite « Mobilité 3.0 », soutenue par les différents acteurs institutionnels impliqués ,s’est engagée en 2016, avec un horizon de 5 années. Elle vise à mobiliser le potentiel d’innovation des STI au service des territoires et du climat, tant sur le plan national que dans une perspective internationale[réf. nécessaire].

## Technologies des transports intelligents
Les technologies utilisées dans les systèmes de transport intelligents varient, allant de systèmes de gestion basiques comme les systèmes de gestion des carrefours à feux, les systèmes de gestion des conteneurs, les panneaux à messages variables (PMV), les radars automatiques ou la vidéo-surveillance aux applications plus avancées qui intègrent des données en temps-réel avec retours d'informations de nombreuses sources, comme les informations météorologiques, les systèmes de dégivrage des ponts, les systèmes de navigation embarqués informant des temps de parcours en temps réel etc. De plus, les techniques prédictives sont développées pour permettre une modélisation avancée et une comparaison avec une base regroupant des données historiques de référence. 
Quelques technologies typiquement implantées dans les STI sont décrites dans les sections qui suivent.

### Communications sans fil
Diverses technologies de communication sans fil sont proposées pour les systèmes de transport intelligent :
- des communications à courte portée (moins de 350 mètres) comme le Wi-Fi,
- des communications à plus longue portée comme le WiMAX, le GSM ou les technologies 3G, 4G et la 5G.

### Technologies de calcul
De récentes avancées dans l'électronique embarquée ont conduit à disposer dans les véhicules de processeurs informatiques plus performants. Un véhicule type du début des années 2000 aurait entre 20 et 100 modules individuels à base de microcontrôleurs ou de contrôleurs à logique programmable inter-connectés en réseau avec des systèmes d'exploitation non temps réel. La tendance actuelle est d'aller vers quelques modules à base de microprocesseurs un peu plus chers avec une gestion de mémoire hardware et des systèmes d'exploitation en temps-réel. Les nouvelles plates-formes informatiques embarquées permettent l'implantation d'applications logicielles plus sophistiquées, incluant du contrôle de process informatique à base de modélisation, de l'intelligence artificielle et de l'informatique omniprésente. L'intelligence artificielle est probablement la plus importante de ces approches pour les systèmes de transport intelligents.

### Technologies de localisation

#### Géolocalisation parsystème de positionnement par satellites
Le principe du positionnement par satellites est très proche du principe de triangulation. La distance entre l'utilisateur du terminal GNSS et un certain nombre de satellites de positions connues est mesurée pour permettre une localisation de l'utilisateur à une dizaine de mètres près. La vitesse de déplacement est aussi disponible.
Cette technologie est née avec le GPS américain. Depuis lors, les constellations satellitaires commandant des systèmes de GNSS se sont multipliées (GLONASS russe, Beidou chinois et prochainement Galileo européen). Dans un même temps les performances des systèmes s’améliorent significativement. Le recours à des technologies complémentaires (reconstitution du déplacement par des accéléromètres, notamment)  permet de résoudre le problème de la perte temporaire du signal GNSS dans les tunnels ou les environnements encaissés (canyons urbains, etc.).
De très nombreux STI s'appuient donc sur cette technologie qui permet le traçage en temps réel et à bas coût des mobiles (à savoir : les personnes en déplacement, les marchandises et leurs conteneurs ou les véhicules) . C’est l’un des déterminants essentiels de l’essor des STI.

##### Téléphonie mobile
En admettant que les voitures contiennent au moins un ou plusieurs téléphones mobiles ou cellulaires (Ce qui est largement vérifié dans les pays développés où le taux d'équipement de la population en téléphones mobiles dépasse les 75 %), les téléphones transmettent leur position de façon régulière au réseau - même s'il n'y a pas de communication vocale établie. Ils peuvent alors être utilisés dans les voitures comme des sondes anonymes du trafic. Quand la voiture bouge, le signal du téléphone mobile bouge également. Il est alors possible de mesurer et d'analyser par triangulation les données fournies par le réseau cellulaire - de manière anonyme - puis de convertir ces données en une information précise sur la circulation automobile. Plus il y a de congestion, plus il y a de voitures, de téléphones et donc de sondes. En centre ville, la distance entre les antennes est plus courte (de l'ordre de 300m), la précision est ainsi augmentée. Il n'y a pas d'infrastructure spécifique construite le long des routes - seul le réseau de téléphonie mobile est mis en œuvre. Cette technologie FCD, floating car data (données cellulaires flottantes) offre de grands avantages sur les méthodes classiques de mesure du trafic :
- des coûts moindres par rapport aux capteurs et aux caméras
- une meilleure couverture
- une plus grande facilité de mise en œuvre : pas de zones de chantier, moins de maintenance des installations
- une utilisation dans toutes les conditions météorologiques, même en cas de fortes pluies

Le gros inconvénient consiste en la précision de la localisation.

### Technologies de capteurs
Les progrès des capteurs ont permis de développer les systèmes de transport intelligent sur la base de données fiables, fréquentes et en grande quantité. Ils permettent des mesures des caractéristiques de véhicules (longueur, silhouette, poids...), de la circulation (débit, taux d'occupation, vitesse...) ou d'évènements (incidents, files d'attente, franchissement de feux rouges...) pour notamment optimiser et améliorer de la sécurité routière.
En général, les systèmes tendent à combiner généralement :
- des systèmes de détection pour les STI basés sur l'infrastructure (route intelligente) ;  Les capteurs d'infrastructure sont installés ou intégrés dans ou sur les routes, ou à proximité (immeubles, poteaux, panneaux...). Ils peuvent être installées lors des travaux préventifs d'entretien des routes ou par un système mécanique d'injection de capteurs intégrés dans la route elle-même. Les capteurs de véhicules, eux, sont soit des dispositifs installés sur ou dans la route, soit des dispositifs disposés dans les véhicules ;
- des systèmes mesurant les variations environnementales (vent, bruit, pluviométrie, gel...) ;
- des capteurs embarqués et systèmes reliant les véhicules à l'interne ("véhicules connectés").

#### Boucles électromagnétiques
Les boucles à induction sont placées sous la chaussée pour détecter les véhicules qui passent sur la boucle en mesurant le champ magnétique créé par le véhicule. Les plus simples des détecteurs comptabilisent le nombre de voitures qui passent au-dessus de la boucle pendant un intervalle de temps donné (par exemple 60 secondes, la période standard aux États-Unis), tandis que les capteurs plus sophistiqués estiment également la vitesse, la longueur et le poids des véhicules ainsi que la distance qui les séparent. Les boucles peuvent être placées sur une simple voie ou au travers de plusieurs voies et fonctionnent aussi bien pour des véhicules très lents ou à l'arrêt que pour des véhicules se déplaçant à grande vitesse.

#### Capteurs vidéo
La mesure du flux de trafic à base de caméras vidéo est une des autres formes existantes de détection du trafic. Comme les systèmes de détection vidéo ne nécessitent pas d'installer des composants directement à la surface ou dans la chaussée, ce type de système est dit "non intrusif". La maintenance se trouve simplifiée du fait de l'absence de contact répété entre les roues et le capteur. Les données vidéo, noir et blanc ou couleur, sont transmises à des processeurs qui analysent les changements de caractéristiques de l'image vidéo lorsqu'un véhicule passe grâce à des algorithmes de détection du mouvement. Les caméras sont installées sur des poteaux ou sur des structures adjacentes aux rues, mais toujours fixes. La plupart des systèmes de détection vidéo nécessitent une configuration initiale pour « apprendre » au processeur l'image de fond de référence. Cela implique habituellement de préciser des mesures connues comme la distance entre les lignes séparant les voies ou la hauteur de la caméra au-dessus de la route, mesures normalisées dans le pays. Selon la marque et le modèle, un seul processeur de détection vidéo peut détecter le trafic en simultané pour quatre à huit caméras, en fonction de la complexité des algorithmes mis en œuvre. Les données types en sortie du système de détection vidéo sont, pour chaque voie de circulation, la vitesse et le taux d'occupation de la voie. D'autres systèmes fournissent des données additionnelles tels les intervalles entre véhicules, la progression  du trafic, les véhicules arrêtés et peuvent déclencher des alarmes lorsqu'un véhicule roulant à contresens est détecté par exemple.

#### Réseaux de capteurs sans fil
Ces dernières années se sont grandement développés des réseaux de capteurs sans fil. Constitués de petits capteurs utilisant la technologie sans fil pour communiquer, ces réseaux semblent adaptés au cas de la gestion du trafic routier urbain. Outre leur réactivité et leur logique de conception naturellement distribuée, ces réseaux possèdent l'avantage d'être facilement intégrables à l'infrastructure urbaine et à faible coût, en comparaison aux boucles électromagnétiques dont le prix et l'installation sont moins accessibles.

#### Autres capteurs
En France, les boucles électromagnétiques sont les capteurs les plus utilisés. D'autres capteurs existent et sont utilisés suivant les besoins comme les capteurs piézo-céramiques, les tuyaux pneumatiques, les capteurs à hyperfréquence (radar), les fibres optiques, les capteurs à ultrason, à infrarouge, etc..

## Applications pour les transports intelligents

### Paiement électronique

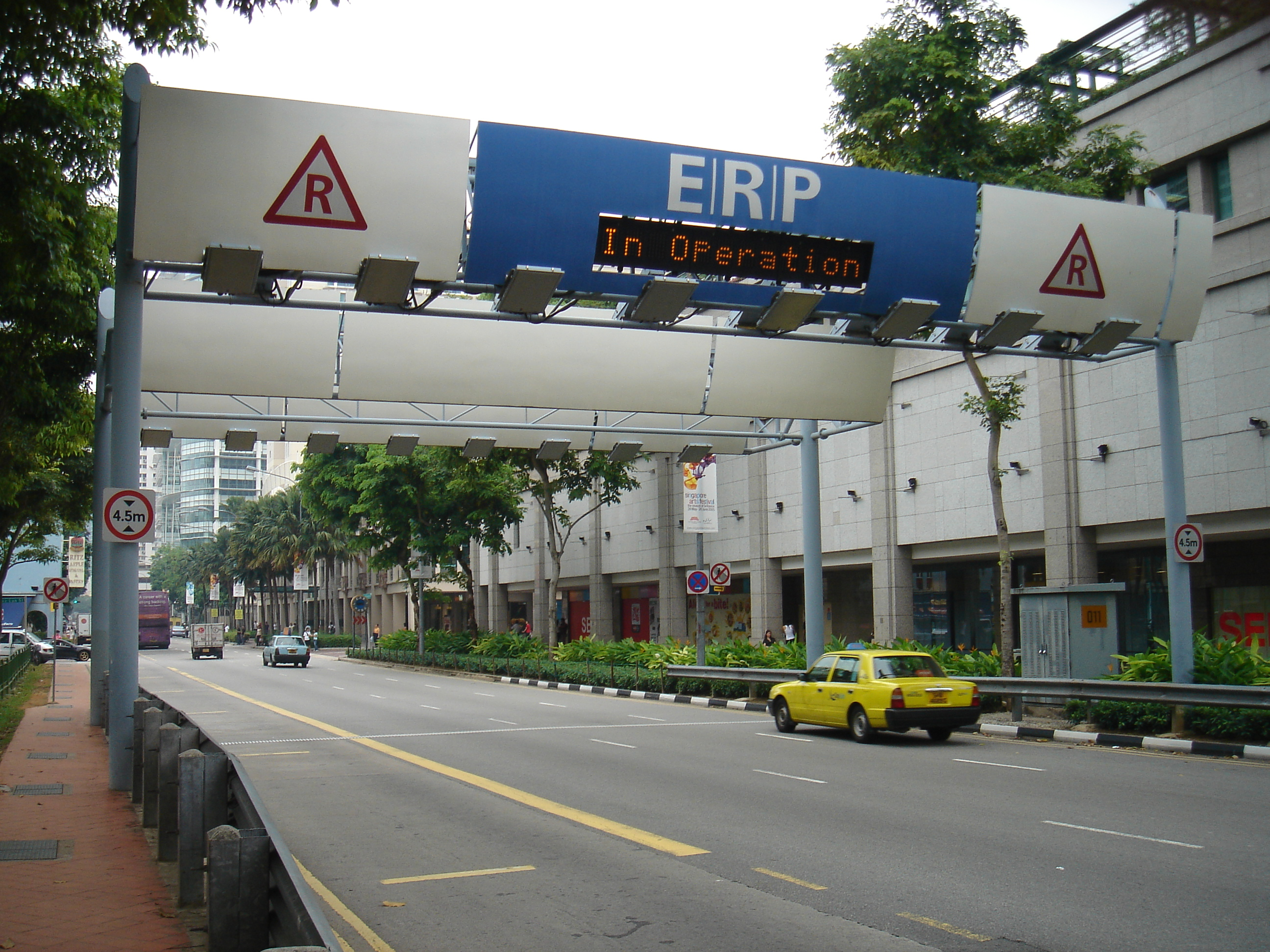
Un portique de péage en flux libre à Singapour. Ce portique collecte les péages à partir des balises RFID actives installées dans les véhicules.

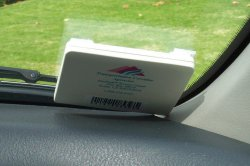
Une balise RFID active utilisée pour le péage électronique

Le paiement électronique  a plusieurs intérêts dont les principaux sont :
- de faire gagner du temps à l'utilisateur
- d'adapter les tarifs en fonction de catégories de personnes
- de sécuriser les paiements
- de collecter des informations

Plusieurs systèmes de paiement électronique se sont développés au cours des dernières années :
- La billettique avec par exemple en Ile de France par exemple le système de pass Navigo
- Le télépéage (en anglais ETC pour Electronic Toll Collection) qui permet d'automatiser la collecte du péage et aux véhicules de franchir les péages sans avoir besoin de s'arrêter, voire (dans le cas du péage en « route ouverte » ou « flux libre ») à la vitesse normale du trafic, réduisant ainsi la congestion aux zones de péage. Cette automatisation permet aussi le développement de zones cordon comme à Singapour et à Londres où une taxe spéciale est collectée lorsque l'on entre dans un centre-ville congestionné. Le télépéage fonctionne soit par lecture d'une balise RFID par radio, soit par lecture de la plaque minéralogique par caméra (voir le péage urbain de Londres).
- Le billet électronique qui permet à l'opérateur de diminuer ses coûts de fonctionnement et au client de choisir son voyage confortablement chez lui.

À ces nouveaux systèmes s'ajoutent des systèmes bien connus tels que la carte bancaire qui ne sert pas uniquement à payer mais dont le numéro peut aussi servir de caution (encaissement en cas de problème) ou les billets magnétiques utilisés dans les transports en commun qui permettent de transmettre des informations au système.
L'interopérabilité de ces systèmes à l'échelle nationale, européenne voire mondiale est un enjeu important sur le plan du service à l’usager client. 

### Gestion des urgences
La gestion d'urgence , en particulier en cas d'accident de la route, utilise au maximum des systèmes automatisés de recueil de l'information et des transmissions performantes. Les principaux enjeux sont la rapidité d'intervention, l'évitement d'accidents en chaîne et le rétablissement de la circulation.
Quelques exemples de STI aidant en cas de situation d'urgence sont :
- la Détection Automatique d'Incidents (DAI) par les capteurs routiers installés sur l'infrastructure et qui préviennent l'exploitant du réseau.
- Les services d'assistance à l'automobiliste (ex : appel automatique des secours en cas de collision, envoi automatique de la localisation précise du lieu d'accident) qui ne sont pas encore bien démocratisés.

### Gestion du trafic
Le but de la gestion du trafic peut être de fluidifier les axes routiers, de favoriser la circulation des transports publics au détriment des usagers de la voiture particulière, d'encourager le report modal de la voiture particulière vers les transports en commun etc. Les SAGT (Systèmes d'Aide à la Gestion de Trafic) sont présents sur les 3 étapes fondamentales de la gestion du trafic :
- Le recueil de données de trafic via les capteurs sur les infrastructures ou dans les véhicules
- Le traitement de ces données grâce à des systèmes informatiques de plus en plus performants et qui sont capables de gérer de plus en plus de données.
- L'action sur les usagers principalement en leur fournissant de l'information par les panneaux à messages variables (PMV), la radio (par exemple en France, une iso-fréquence est utilisée sur tout le territoire pour l'information concernant les autoroutes : 107,7 MHz), internet, mais aussi grâce à tous les systèmes personnels, comme les systèmes de guidage intégrant l'information en temps réel sur le trafic. Ces derniers systèmes sont regroupés sous l'appellation spécifique SAI (Systèmes d'Aide à l'Information).

La gestion de l'information routière en France est effectuée par le Centre National d'Information Routière (CNIR) sous le nom plus connu de Bison Futé et assisté par les 7 Centres Régionaux d'Information et de Coordination Routière (CRICR). Ils établissent des prévisions de trafic et conseillent les meilleures heures de départ selon les régions, et des d'itinéraires de délestage des principales routes. Ils informent aussi les usagers de la route en temps réel sur leur temps de parcours probable et les itinéraires à emprunter suivant les directions.
En 2016, le MEEM a lancé une application Bison Futé pour smartphone Android et Apple. Accessible gratuitement et sans publicité, cette application permet un accès immédiat aux prévisions et une visualisation, en direct de l’état du trafic.

### Flux, sécurité et confort dans les transports publics
Les STI sont utilisés dans les transports publics de voyageurs pour optimiser l'exploitation du réseau, pour améliorer le confort des usagers et leur sécurité. Ils sont regroupés sous l'appellation SAEIV (Systèmes d'Aide à l'Exploitation et à l'Information Voyageurs)
Des exemples de systèmes intelligents passent par :
- la billettique (automatisation des ventes, instauration d'une plus grande flexibilité des tarifs utile pour une meilleure gestion des taux de remplissage des bus et autres)
- l'automatisation des engins (métros automatiques,  bus guidés)
- l'information aux voyageurs (temps d'attente actualisés, favorisation du report modal de la voiture vers les transports publics - voir le site du PREDIM)
- le développement de nouveaux services comme le transport à la demande[6], l'autopartage ou le vélopartage.

### Contrôle du respect de la réglementation
Les nouveaux moyens de contrôle du respect de la réglementation sont les radars automatiques pour le contrôle de la vitesse et le Contrôle automatisé du franchissement de feux rouges.
Ces systèmes font appel à des technologies telles les flash infrarouges utilisés de nuit pour lire les plaques minéralogiques sans éblouir les conducteurs ou des capteurs précis pour déterminer la vitesse des véhicules. 
Le contrôle du respect de la réglementation dans les transports en commun (par caméra ou autres équipements) répond aussi à des objectifs économiques de lutte contre la fraude et le vandalisme.
Toutefois, ces systèmes sont aussi utilisés à des fins de prévention et de répression des crimes, et photographient notamment les passagers des véhicules.
Certains de ces dispositifs sont également associés à la prévention et à la répression de la criminalité.

### Gestion des flottes et du fret pour le transport de marchandises
Les STI se sont rapidement développés dans le domaine du transport de marchandises, d'autant plus aisément que les flottes de véhicules, trains ou autres engins sont complètement identifiées et peuvent être facilement équipées . Par exemple aujourd'hui, toutes les flottes sont équipées de systèmes de navigation embarqués. Outre les véhicules, le fret (conteneurs, palettes, colis...) peut aussi voyager muni de systèmes de localisation pour suivre l'avancement et éviter les pertes.
L'apport des STI intervient dans plusieurs champs :
- L'intégration de la chaîne de transport et de la logistique (suivi des véhicules, des marchandises)
- La prise en compte de la multimodalité et de l'intermodalité
- L'application de la réglementation et la protection de l'environnement (notamment dans le cas du transport de matières dangereuses pour lesquelles un suivi particulier est obligatoire.)

Quelques systèmes à l'étude sont par exemple le télépéage poids lourds intéropérable, les systèmes ferroviaires d'information et de communication interopérables ou le système d'information fluvial. Comme les transports de marchandises s'effectuent au niveau international, l'interopérabilité des systèmes implantés au sein d'un même pays et entre les différents pays est un enjeu considérable. Pour le transport ferroviaire par exemple, l'harmonisation des infrastructures éviterait les changements de trains aux frontières des pays qui augmentent considérablement les coûts et les temps de trajet.

### Gestion de données partagées
Un "historique" de données est indispensable au fonctionnement des SAGT ou SAEIV. Pour connaître les caractéristiques des réseaux, les caractéristiques de la demande de trafic et des problèmes récurrents, il est indispensable de disposer de bases de données. Les nouvelles technologies permettent de stocker des volumes importants d'information. L'enjeu réside aujourd'hui dans la gestion de ces données. Par exemple, la création de base de données communes regroupant les données de différents exploitants est intéressante pour analyser et comprendre les situations de trafic.
À la suite de la remise en mars 2015 du rapport dit Jutand, le gouvernement a mis en place, à travers plusieurs textes législatifs et réglementaires, une politique spécifique d’ouverture des données de transports produites et détenues par les opérateurs publics et privés. Cette politique rejoint les objectifs de la  Commission européenne. Il s’agit de favoriser la réutilisation de ces données par des tiers pour le développement de nouveaux services à l’usager, marchands ou non marchands. Selon les cas, cette mise à disposition des tiers s’entend gratuitement ou non. La nécessité de préservation du secret industriel ou commercial des opérateurs en position concurrentielle est prise en compte.

### Véhicules connectés et véhicules autonomes
De façon générale, on rattache également au domaine des STI les développements, en cours de par le monde, ayant trait à la connexion des véhicules routiers (véhicule avec l’infrastructure, de véhicule à véhicule) ainsi qu’à leur automatisation croissante (on parle alors de véhicules automatiques, de véhicules autonomes ou encore de véhicules à délégation de conduite partielle ou totale). 
Ces avancées technologiques concernent aussi bien la voiture particulière que les poids lourds ou les véhicules de transport collectif (navettes).
Ces évolutions font l’objet d’une fiche spécifique, voir ci-dessous.
La plupart des applications décrites plus haut génère des données personnelles ou assimilées portant la trace du comportement individuel des usagers ou clients. Leur mise en œuvre et leur éventuelle conservation ou réutilisation sont soumises aux règles de droit commun en matière de confidentialité des données personnelles (et notamment aux dispositions de la Loi dite Informatique et Libertés).

### Recharge sans contact
A l'avenir certains véhicules pourraient recharger leur batterie par induction (c'est-à-dire sans contact) à partir d'un système de champ magnétique placé dans la route elle-même.

## Réglementation
En France, le décret du 14 avril 2021 suggère des cas d'utilisation du système de transport intelligent  en ce qui concerne les:
- données strictement nécessaires à la détection d'accidents, d'incidents ou de conditions génératrices d'accidents situés dans l'environnement de conduite du véhicule, à l'exclusion des données destinées aux systèmes de communications aux centres d'appels d'urgence[9],
- données d'observation de l'infrastructure routière, de son état et de son équipement dans l'environnement de conduite du véhicule et sont limitées à ce qui est strictement nécessaire pour caractériser l'état de l'infrastructure et de ses équipements[9],
- données d'observation des conditions d'écoulement du trafic routier[9],
- données du véhicule caractérisant le fonctionnement de ses systèmes, composants ou entités techniques[9],

#### Organisations dans le domaine des STI
Les services du MEDDE
- La mission Transports Intelligents
- Le Centre d'étude et d'expertise sur les risques, l'environnement, la mobilité et l'aménagement (Cerema)
- Institut français des sciences et technologies des transports, de l'aménagement et des réseaux (IFSTTAR)

Autres
- Observatoire Central des Systèmes de Transport Intelligents (OCSTI) - Gendarmerie Nationale
- ITS Bretagne
- ERTICO, pour l'Europe
- Pôle i-Trans
- ITS Canada
- ITS America

#### Sites internet consacrés aux STI
- Transport-Intelligent.net
- STI du Canada